# 원산 좡족 먀오족 자치주
원산 좡족 먀오족 자치주(문산장족묘족자치주, 중국어: 文山壮族苗族自治州, 병음: Wénshān Zhuàngzú Miáozú Zìzhìzhōu)는 중화인민공화국 윈난성의 민족 자치주이다.

## 지리
윈난 성 남동부에 위치하며, 동북과 동남쪽은 광시 좡족 자치구의 바이써 시와 접한다. 남쪽으로는 베트남 하지앙 성과 경계를 이루며, 국경의 총 길이는 438km에 이른다. 남서와 북서쪽은 홍허 하니족 이족 자치주와 접하고 있다. 북부와 북서쪽은 취징 시와 서로 접한다. 산구와 반산구(半山区)는 전체 면적의 94.6%를 점유하며, 경지가 면적의 7.26%를 차지한다. 원산 주 대부분의 지구는 겨울철에는 춥고, 여름에는 더운 지형이며, 전체 주가 8개의 현을 가지고 있으며, 114개의 향진(민족향 17개), 940개의 촌 위원회와 사구, 1694개의 자연촌이 있다.

## 역사
당나라 때 원산 주 대부분이 남조의 통해도독(通海都督) 관할 하에 있었고, 광남, 부녕은 영남서도안남도호부(岭南西道安南都护府)에 속하였다. 원명 대에는 토사를 두어 관할 하였으며, 청나라 강희제 6년인 1667년에 직접 통치를 시작하였다. 1929년 부녕, 광남, 마율파 3개 현은 등소평의 우강혁명근거지의 조직의 일부였다.

## 주민
2000년 인구 조사 결과 총 인구는 323만 명이었다. 이 중 한족이 43.5%, 소수민족이 56.5%를 차지한다. 구체적 인구는 한족 140만 명, 좡족 97만 명, 먀오족 41만 명, 이족 31만 명, 야오족 8만 명이 거주한다.

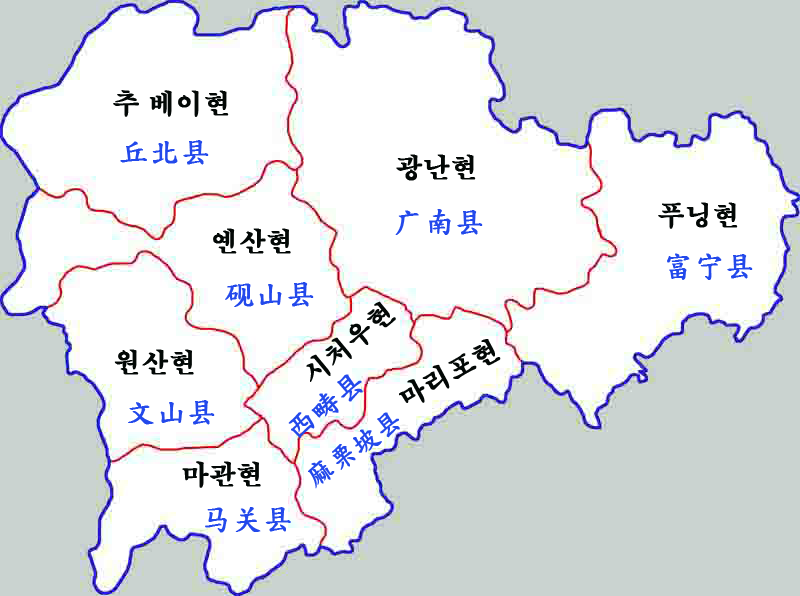
원산자치주 현급 행정구역도

## 행정 구역
1개의 현급시，7개의 현을 관할한다.
현급시
- 원산 시(文山市)

현
- 옌산 현(砚山县)
- 시처우 현(西畴县)
- 마관 현(马关县)
- 추베이 현(丘北县)
- 광난 현(广南县)
- 푸닝 현(富宁县)
- 마리포 현(麻栗坡县)

## 교통
- 원산 공항